# 週刊サッカー・ナビ
『週刊サッカー・ナビ』（しゅうかんサッカー・ナビ）は、GAORAで放送されていた海外サッカーの特集番組である。

## 概要
元はオーストラリアで放送される『THE WORLD GAME』で、それを日本語訳にして放送するもの。番組では世界各地で行われる国内サッカーリーグ、国際親善試合の結果詳報や、世界各地のサッカーに関連する様々なルポルタージュ（選手、ナショナルチーム、各国のサッカー最新事情）を紹介する。なお、試合ダイジェストのうち放映権の絡みからイングランド、イタリア、スペイン、ドイツの国内トップリーグの試合映像は放送されず、試合結果のみ伝えている。
また毎日放送で関西地区に、毎週火曜日深夜（水曜未明）に放送されていた（製作クレジットはGAORAのみ。また地上デジタル放送はサイズは16:9ハイビジョンであるが、現地の番組ソフトの画角が4:3であるため、両サイドが隠れる額縁放送となる）。
2008年1月放送分から番組のタイトルロゴ等が一部変更、リニューアルされた。しかし、版権や編成上の都合により2009年3月で終了した。
- 日本語版ナレーター　倉敷保雄他